# 14994 Uppenkamp
14994 Uppenkamp è un asteroide della fascia principale. Scoperto nel 1997, presenta un'orbita caratterizzata da un semiasse maggiore pari a 3,4058849 UA e da un'eccentricità di 0,0150781, inclinata di 9,24337° rispetto all'eclittica.